# Los Cacaos
Los Cacaos är en kommun i Dominikanska republiken. Den ligger i provinsen San Cristóbal. Antalet invånare i kommunen är cirka 10 000.